# Феллнер, Эрнст
Эрнст Феллнер (нем. Ernst Fellner, родился 12 января 1880 года в Вене, Австрия — умер 14 мая 1900 года в Вене) — фигурист из Австрии бронзовый призёр чемпионата Европы 1899 года, серебряный призёр чемпионата Австрии 1898 года в мужском одиночном катании.

## Спортивные достижения

### Мужчины
| Соревнования/Сезоны | 1898 | 1899 |
| ------------------- | ---- | ---- |
| Чемпионаты Европы   |      | 3    |
| Чемпионаты Австрии  | 2    |      |